# لا لیگا ۱۰–۲۰۰۹

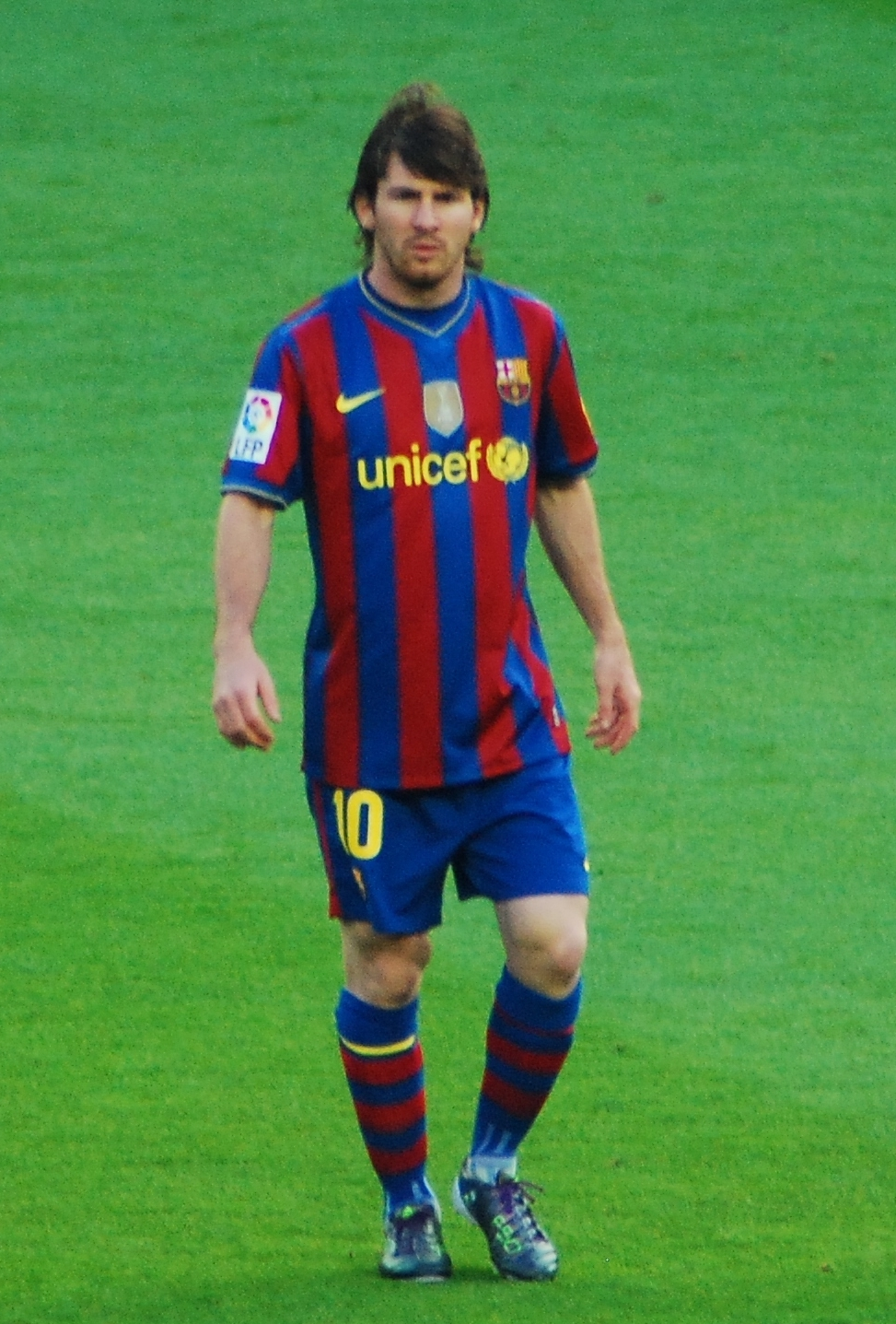
لیونل مسی در لالیگا ۱۰_۲۰۰۹

فصل ۱۰-۲۰۰۹ لا لیگا (که هم‌چنین به دلایل تبلیغاتی با نام لیگا بی‌بی‌وی‌ای (Liga BBVA) نیز خوانده می‌شود) هفتاد و نهمین دورهٔ رقابت‌ها از زمان تأسیس آن محسوب می‌شود. تیم فوتبال بارسلونا با کسب نوزدهمین عنوان قهرمانی خود در فصل گذشته، در این دوره مدافع عنوان قهرمانی محسوب می‌شود.
این رقابت‌ها از ۲۹ اوت ۲۰۰۹ و با حضور هفده باشگاه از رقابت‌های سال قبل و سه باشگاه که تازه از سگوندا دیویژن به لا لیگا راه یافته‌اند و جمعاً بیست تیم آغاز شده است. بازی‌ها در ۱۶ مه ۲۰۱۰ پایان می‌یابد. در این دوره از توپ نایک تی۹۰ آسنته (Nike T90 Ascente) به عنوان توپ رسمی بازی‌ها استفاده می‌شود.

## تیم‌های صعود و سقوط کرده
تیم‌های صعود کرده به لا لیگا از فصل ۰۹-۲۰۰۸ سگوندا دیویژن
- خرس
- رئال ساراگوسا
- تنریف

تیم‌های سقوط کرده از لا لیگا به فصل ۱۰-۲۰۰۹ سگوندا دیویژن
- رئال بتیس
- نومانسیا
- باشگاه فوتبال رکریتیوو اوئلوا

## اطلاعات تیم‌ها
آخرین به‌روزرسانی: ۱ فوریهٔ ۲۰۱۰

### ورزشگاه‌ها و موقعیت مکانی تیم‌ها
| تیم               | شهر / ایالت             | ورزشگاه              | ظرفیت  |
| ----------------- | ----------------------- | -------------------- | ------ |
| آلمریا            | آلمریا، آندلس           | بازی‌های مدیترانه     | ۲۲٬۰۰۰ |
| اتلتیک بیلبائو    | بیلبائو، ایالت باسک     | سن مامز              | ۳۹٬۷۵۰ |
| اتلتیکو مادرید    | مادرید                  | ویسنته کالدرون       | ۵۴٬۸۵۱ |
| بارسلونا          | بارسلونا، کاتالونیا     | نیوکمپ               | ۹۸٬۷۷۲ |
| دیپورتیو لاکرونیا | لاکرونیا، گالیسیا       | ریازور               | ۳۴٬۶۰۰ |
| اسپانیول          | بارسلونا، کاتالونیا     | کورنلا-ال پرات       | ۴۰٬۵۰۰ |
| ختافه             | ختافه، مادرید           | کولیسئوم آلفونسو پرز | ۱۷٬۷۰۰ |
| مالاگا            | مالاگا، اندلس           | لا روزالدا           | ۲۸٬۹۶۳ |
| مایورکا           | پالما د مایورکا         | اونو                 | ۲۳٬۱۴۲ |
| اوساسونا          | پامپلونا، نابارا        | رینو د ناوارا        | ۱۹٬۸۰۰ |
| ریسینگ سانتاندر   | سانتاندر، کانتابریا     | ال ساردینرو          | ۲۲٬۲۷۱ |
| رئال مادرید       | مادرید                  | سانتیاگو برنابئو     | ۸۰٬۳۵۴ |
| سویا              | سویا، آندلس             | رامون سانچز پیسخوان  | ۴۸٬۶۴۹ |
| اسپورتینگ گیخون   | گیخون، آستوریاس         | ال مولینون           | ۲۵٬۸۸۵ |
| تنریف             | سانتا کروز، جزایر قناری | الیودرو رودریگز لوپز | ۲۴٬۰۰۰ |
| والنسیا           | والنسیا                 | مستایا               | ۵۵٬۰۰۰ |
| وایادولید         | وایادولید، کاستیا-لئون  | خوزه زوریلا          | ۲۶٬۵۱۲ |
| ویارئال           | ویارئال، کاستلیون       | ال مادریگال          | ۲۵٬۰۰۰ |
| خرس               | اندلس                   | مونیفیپال چاپین      | ۲۰٬۵۲۳ |
| ساراگوسا          | ساراگوسا، آراگون        | لا روماردا           | ۳۴٬۵۹۶ |

## جدول رقابت‌ها
| رده | تیم                | بازی | برد | مساوی | باخت | زده | خورده | تفاضل | امتیاز | صعود یا سقوط به                        | بازی مستقیم |
| --- | ------------------ | ---- | --- | ----- | ---- | --- | ----- | ----- | ------ | -------------------------------------- | ----------- |
| ۱   | بارسلونا           | ۳۸   | ۳۱  | ۶     | ۱    | ۹۸  | ۲۴    | ۷۴+   | ۹۹     | دور گروهی لیگ قهرمانان اروپا ۱۱-۲۰۱۰   |             |
| ۲   | رئال مادرید        | ۳۸   | ۳۱  | ۳     | ۴    | ۱۰۲ | ۳۵    | ۶۷+   | ۹۶     | دور گروهی لیگ قهرمانان اروپا ۱۱-۲۰۱۰   |             |
| ۳   | والنسیا            | ۳۸   | ۲۱  | ۸     | ۹    | ۵۹  | ۴۰    | ۱۹+   | ۷۱     | دور گروهی لیگ قهرمانان اروپا ۱۱-۲۰۱۰   |             |
| ۴   | سویا               | ۳۸   | ۱۹  | ۶     | ۱۳   | ۶۵  | ۴۹    | ۱۶+   | ۶۳     | دور انتخابی لیگ قهرمانان اروپا ۱۱-۲۰۱۰ |             |
| ۵   | رئال مایورکا       | ۳۸   | ۱۸  | ۸     | ۱۲   | ۵۹  | ۴۴    | ۱۵+   | ۶۲     | دور پلی‌آف لیگ اروپا ۱۱-۲۰۱۰            |             |
| ۶   | ختافه              | ۳۸   | ۱۷  | ۷     | ۱۴   | ۵۸  | ۴۸    | ۱۰+   | ۵۸     | دور سوم انتخابی لیگ اروپا ۱۱-۲۰۱۰      |             |
| ۷   | ویارئال            | ۳۸   | ۱۶  | ۸     | ۱۴   | ۵۸  | ۵۷    | ۱+    | ۵۶     |                                        |             |
| ۸   | اتلتیک بیلبائو     | ۳۸   | ۱۵  | ۹     | ۱۴   | ۵۰  | ۵۳    | ۳-    | ۵۴     |                                        |             |
| ۹   | اتلتیکو مادرید     | ۳۸   | ۱۳  | ۸     | ۱۷   | ۵۷  | ۶۱    | ۴-    | ۴۷     |                                        |             |
| ۱۰  | دیپورتیوو لاکرونیا | ۳۸   | ۱۳  | ۸     | ۱۷   | ۳۵  | ۴۹    | ۱۴-   | ۴۷     |                                        |             |
| ۱۱  | اسپانیول           | ۳۸   | ۱۱  | ۱۱    | ۱۶   | ۲۹  | ۴۶    | ۱۷-   | ۴۴     |                                        |             |
| ۱۲  | اوساسونا           | ۳۸   | ۱۱  | ۱۰    | ۱۷   | ۳۷  | ۴۶    | ۹-    | ۴۳     |                                        |             |
| ۱۳  | آلمریا             | ۳۸   | ۱۰  | ۱۲    | ۱۶   | ۴۳  | ۵۵    | ۱۲-   | ۴۲     |                                        |             |
| ۱۴  | ساراگوسا           | ۳۸   | ۱۰  | ۱۱    | ۱۷   | ۴۶  | ۶۴    | ۱۸-   | ۲۸     |                                        |             |
| ۱۵  | گیخون              | ۳۸   | ۹   | ۱۳    | ۱۶   | ۳۶  | ۵۱    | ۱۵-   | ۴۰     |                                        |             |
| ۱۶  | ریسینگ سانتاندر    | ۳۸   | ۹   | ۱۲    | ۱۷   | ۴۲  | ۵۹    | ۱۷-   | ۳۹     |                                        |             |
| ۱۷  | مالاگا             | ۳۸   | ۷   | ۱۶    | ۱۵   | ۴۲  | ۴۸    | ۶-    | ۲۵     |                                        |             |
| ۱۸  | رئال وایادولید     | ۳۸   | ۷   | ۱۵    | ۱۶   | ۳۷  | ۶۲    | ۲۵-   | ۳۶     | سقوط به سگوندا دیویژن ۱۱-۲۰۱۰          |             |
| ۱۹  | تنریف              | ۳۸   | ۹   | ۹     | ۲۰   | ۴۰  | ۷۴    | ۳۴-   | ۳۶     | سقوط به سگوندا دیویژن ۱۱-۲۰۱۰          |             |
| ۲۰  | خیرز               | ۳۸   | ۸   | ۱۰    | ۲۰   | ۳۸  | ۶۶    | ۲۸-   | ۳۴     | سقوط به سگوندا دیویژن ۱۱-۲۰۱۰          |             |
به‌روز رسانی تا بازی‌های انجام شده در تاریخ ۱۵ مارس ۲۰۱۰

منبع: LFP و یاهو اسپورتس

اولویت طبقه‌بندی تیم‌ها در جدول: اول امتیازها؛ دوم امتیاز بازی مستقیم؛ سوم تفاضل گل بازی مستقیم؛ چهارم گل زده در بازی مستقیم؛ پنجم تفاضل گل؛ ششم گل زده.

امتیاز تیم‌ها در بازی مستقیم زمانی مورد استفاده قرار می‌گیرد که دو یا چند تیم در امتیاز برابر باشند.

### جایگاه تیم‌ها در هر هفته
| تیم / هفته        | ۰۱ | ۰۲ | ۰۳ | ۰۴ | ۰۵ | ۰۶ | ۰۷ | ۰۸ | ۰۹ | ۱۰ | ۱۱ | ۱۲ | ۱۳ | ۱۴ | ۱۵ | ۱۶ | ۱۷ | ۱۸ | ۱۹ | ۲۰ | ۲۱ | ۲۲ | ۲۳ | ۲۴ | ۲۵ | ۲۶ | ۲۷ | ۲۸ | ۲۹ | ۳۰ | ۳۱ | ۳۲ | ۳۳ | ۳۴ | ۳۵ | ۳۶ | ۳۷ | ۳۸ |
| ----------------- | -- | -- | -- | -- | -- | -- | -- | -- | -- | -- | -- | -- | -- | -- | -- | -- | -- | -- | -- | -- | -- | -- | -- | -- | -- | -- | -- | -- | -- | -- | -- | -- | -- | -- | -- | -- | -- | -- |
| رئال مادرید       | ۶  | ۲  | ۱  | ۲  | ۱  | ۲  | ۲  | ۲  | ۲  | ۲  | ۱  | ۲  | ۲  | ۲  | ۲  | ۲  | ۲  | ۲  | ۲  | ۲  | ۲  | ۲  | ۲  | ۲  | ۱  | ۱  |    |    |    |    |    |    |    |    |    |    |    |    |
| بارسلونا          | ۲  | ۱  | ۲  | ۱  | ۲  | ۱  | ۱  | ۱  | ۱  | ۱  | ۲  | ۱  | ۱  | ۱  | ۱  | ۱  | ۱  | ۱  | ۱  | ۱  | ۱  | ۱  | ۱  | ۱  | ۲  | ۲  |    |    |    |    |    |    |    |    |    |    |    |    |
| والنسیا           | ۵  | ۳  | ۵  | ۶  | ۷  | ۵  | ۶  | ۴  | ۴  | ۴  | ۴  | ۴  | ۳  | ۴  | ۴  | ۳  | ۳  | ۳  | ۳  | ۳  | ۳  | ۳  | ۳  | ۳  | ۳  | ۳  | ۳  |    |    |    |    |    |    |    |    |    |    |    |
| سویا              | ۱۶ | ۸  | ۶  | ۳  | ۳  | ۳  | ۳  | ۳  | ۳  | ۳  | ۳  | ۳  | ۴  | ۳  | ۳  | ۵  | ۵  | ۶  | ۶  | ۴  | ۵  | ۴  | ۴  | ۴  | ۴  | ۴  |    |    |    |    |    |    |    |    |    |    |    |    |
| رئال مایورکا      | ۴  | ۵  | ۴  | ۵  | ۴  | ۶  | ۵  | ۶  | ۵  | ۶  | ۶  | ۶  | ۶  | ۵  | ۵  | ۴  | ۶  | ۴  | ۴  | ۵  | ۴  | ۵  | ۶  | ۵  | ۵  | ۵  |    |    |    |    |    |    |    |    |    |    |    |    |
| دیپورتیو لاکرونیا | ۱۳ | ۹  | ۱۳ | ۷  | ۵  | ۴  | ۴  | ۵  | ۶  | ۵  | ۵  | ۵  | ۵  | ۶  | ۶  | ۶  | ۴  | ۵  | ۵  | ۶  | ۶  | ۶  | ۵  | ۶  | ۶  | ۶  |    |    |    |    |    |    |    |    |    |    |    |    |
| اتلتیک بیلبائو    | ۷  | ۴  | ۳  | ۴  | ۶  | ۷  | ۱۰ | ۱۱ | ۹  | ۸  | ۸  | ۸  | ۸  | ۷  | ۷  | ۸  | ۸  | ۷  | ۸  | ۸  | ۷  | ۷  | ۷  | ۷  | ۷  | ۷  |    |    |    |    |    |    |    |    |    |    |    |    |
| گتافه             | ۱  | ۷  | ۱۲ | ۸  | ۱۲ | ۸  | ۱۲ | ۸  | ۱۱ | ۱۲ | ۹  | ۹  | ۹  | ۸  | ۸  | ۷  | ۷  | ۸  | ۷  | ۷  | ۸  | ۸  | ۸  | ۹  | ۹  | ۸  |    |    |    |    |    |    |    |    |    |    |    |    |
| ویارئال           | ۱۰ | ۱۳ | ۱۷ | ۱۸ | ۱۹ | ۱۹ | ۲۰ | ۱۸ | ۱۳ | ۱۶ | ۱۱ | ۱۲ | ۱۱ | ۱۰ | ۹  | ۹  | ۱۰ | ۱۰ | ۹  | ۹  | ۱۰ | ۱۰ | ۱۰ | ۸  | ۸  | ۹  |    |    |    |    |    |    |    |    |    |    |    |    |
| اتلتیکو مادرید    | ۱۹ | ۱۸ | ۱۹ | ۱۹ | ۱۸ | ۱۴ | ۱۵ | ۱۷ | ۱۸ | ۱۸ | ۱۸ | ۱۷ | ۱۳ | ۱۴ | ۱۵ | ۱۱ | ۱۱ | ۱۱ | ۱۱ | ۱۳ | ۱۲ | ۱۱ | ۱۳ | ۱۱ | ۱۰ | ۱۰ |    |    |    |    |    |    |    |    |    |    |    |    |
| آلمریا            | ۱۱ | ۱۵ | ۷  | ۱۱ | ۱۱ | ۱۳ | ۱۱ | ۱۲ | ۱۵ | ۱۱ | ۱۳ | ۱۳ | ۱۶ | ۱۶ | ۱۷ | ۱۵ | ۱۵ | ۱۵ | ۱۵ | ۱۶ | ۱۵ | ۱۶ | ۱۴ | ۱۳ | ۱۳ | ۱۱ |    |    |    |    |    |    |    |    |    |    |    |    |
| اسپورتینگ گیخون   | ۲۰ | ۱۲ | ۱۰ | ۱۲ | ۱۴ | ۹  | ۷  | ۷  | ۷  | ۷  | ۷  | ۷  | ۷  | ۹  | ۱۰ | ۱۰ | ۹  | ۹  | ۱۰ | ۱۱ | ۱۳ | ۱۳ | ۱۱ | ۱۰ | ۱۲ | ۱۲ |    |    |    |    |    |    |    |    |    |    |    |    |
| اوساسونا          | ۹  | ۱۴ | ۱۸ | ۱۴ | ۹  | ۱۲ | ۹  | ۱۰ | ۱۰ | ۱۰ | ۱۲ | ۱۰ | ۱۰ | ۱۱ | ۱۲ | ۱۲ | ۱۴ | ۱۲ | ۱۲ | ۱۰ | ۹  | ۹  | ۹  | ۱۲ | ۱۱ | ۱۳ |    |    |    |    |    |    |    |    |    |    |    |    |
| اسپانیول          | ۱۴ | ۲۰ | ۱۴ | ۹  | ۱۰ | ۱۰ | ۸  | ۹  | ۸  | ۹  | ۱۰ | ۱۱ | ۱۴ | ۱۷ | ۱۳ | ۱۶ | ۱۳ | ۱۴ | ۱۴ | ۱۴ | ۱۴ | ۱۲ | ۱۵ | ۱۵ | ۱۴ | ۱۴ |    |    |    |    |    |    |    |    |    |    |    |    |
| مالاگا            | ۳  | ۶  | ۱۱ | ۱۷ | ۱۷ | ۱۸ | ۱۹ | ۲۰ | ۲۰ | ۲۰ | ۲۰ | ۱۸ | ۱۹ | ۱۹ | ۱۸ | ۱۸ | ۱۸ | ۱۶ | ۱۶ | ۱۵ | ۱۶ | ۱۵ | ۱۲ | ۱۴ | ۱۵ | ۱۵ |    |    |    |    |    |    |    |    |    |    |    |    |
| ریسینگ سانتاندر   | ۱۸ | ۱۷ | ۹  | ۱۶ | ۱۵ | ۱۷ | ۱۴ | ۱۶ | ۱۷ | ۱۷ | ۱۷ | ۱۹ | ۱۸ | ۱۵ | ۱۶ | ۱۴ | ۱۲ | ۱۳ | ۱۳ | ۱۲ | ۱۱ | ۱۴ | ۱۶ | ۱۶ | ۱۶ | ۱۶ |    |    |    |    |    |    |    |    |    |    |    |    |
| رئال ساراگوسا     | ۸  | ۱۱ | ۱۵ | ۱۵ | ۸  | ۱۱ | ۱۳ | ۱۵ | ۱۲ | ۱۳ | ۱۴ | ۱۴ | ۱۷ | ۱۸ | ۱۹ | ۱۹ | ۱۹ | ۱۹ | ۱۹ | ۱۸ | ۱۷ | ۱۷ | ۱۷ | ۱۷ | ۱۷ | ۱۷ |    |    |    |    |    |    |    |    |    |    |    |    |
| تنریف             | ۱۵ | ۱۰ | ۱۶ | ۱۰ | ۱۳ | ۱۵ | ۱۶ | ۱۳ | ۱۶ | ۱۵ | ۱۶ | ۱۶ | ۱۲ | ۱۲ | ۱۴ | ۱۷ | ۱۷ | ۱۸ | ۱۸ | ۱۹ | ۱۹ | ۱۸ | ۱۹ | ۱۹ | ۱۹ | ۱۸ | ۱۸ |    |    |    |    |    |    |    |    |    |    |    |
| رئال وایادولید    | ۱۲ | ۱۶ | ۸  | ۱۳ | ۱۶ | ۱۶ | ۱۷ | ۱۴ | ۱۴ | ۱۴ | ۱۵ | ۱۵ | ۱۵ | ۱۳ | ۱۱ | ۱۳ | ۱۶ | ۱۷ | ۱۷ | ۱۷ | ۱۸ | ۱۹ | ۱۸ | ۱۸ | ۱۸ | ۱۹ | ۱۹ |    |    |    |    |    |    |    |    |    |    |    |
| خرز               | ۱۷ | ۱۹ | ۲۰ | ۲۰ | ۲۰ | ۲۰ | ۱۸ | ۱۹ | ۱۹ | ۱۹ | ۱۹ | ۲۰ | ۲۰ | ۲۰ | ۲۰ | ۲۰ | ۲۰ | ۲۰ | ۲۰ | ۲۰ | ۲۰ | ۲۰ | ۲۰ | ۲۰ | ۲۰ | ۲۰ | ۲۰ |    |    |    |    |    |    |    |    |    |    |    |
تاریخ آخرین به‌روز رسانی: ۱۵ مارس ۲۰۱۰

منبع: kicker.de (آلمانی)

### نتایج
| میزبان/میهمان     | آلمریا | بیلبائو | اتلتیکو | بارسلونا | دیپورتیو | اسپانیول | گتافه | مالاگا | مایورکا | اوساسونا | ریسینگ | رئال | سویا | گیخون | تنریف | والنسیا | وایادولید | ویارئال | خرز | ساراگوسا |
| ----------------- | ------ | ------- | ------- | -------- | -------- | -------- | ----- | ------ | ------- | -------- | ------ | ---- | ---- | ----- | ----- | ------- | --------- | ------- | --- | -------- |
| آلمریا            |        | ۴-۱     | ۰-۱     | ۲-۲      | ۱-۱      |          | ۰-۱   | ۰-۱    |         | ۰-۲      | ۲-۲    |      |      | ۱-۳   | ۱-۱   | ۳-۰     | ۰-۰       |         | ۰-۱ |          |
| اتلتیک بیلبائو    |        |         | ۰-۱     | ۱-۱      |          | ۰-۱      |       |        |         | ۰-۲      |        | ۰-۱  | ۴-۰  | ۲-۱   | ۱-۴   | ۲-۱     | ۰-۲       | ۲-۳     | ۲-۳ |          |
| اتلتیکو مادرید    | ۲-۲    |         |         | ۲-۱      |          | ۰-۴      |       | ۲-۰    | ۱-۱     | ۰-۱      | ۱-۱    | ۳-۲  | ۱-۲  | ۲-۳   |       | ۱-۴     |           | ۲-۱     |     | ۱-۲      |
| بارسلونا          | ۰-۱    |         | ۲-۵     |          |          | ۰-۱      | ۱-۲   | ۱-۲    | ۲-۴     |          | ۰-۴    | ۰-۱  | ۰-۴  | ۰-۳   |       | ۰-۳     |           | ۱-۱     |     | ۱-۶      |
| دیپورتیو لاکرونیا |        | ۱-۳     | ۱-۲     | ۳-۱      |          | ۳-۲      |       | ۰-۱    |         | ۰-۱      |        | ۳-۱  | ۰-۱  | ۱-۱   | ۱-۳   | ۰-۰     |           | ۰-۱     | ۱-۲ |          |
| اسپانیول          | ۰-۲    | ۰-۱     |         |          | ۰-۲      |          | ۲-۰   | ۱-۲    | ۱-۱     |          | ۴-۰    | ۳-۰  |      |       | ۱-۲   |         | ۱-۱       | ۰-۰     | ۰-۰ | ۱-۲      |
| گتافه             | ۲-۲    | ۰-۲     | ۰-۱     | ۲-۰      | ۲-۰      |          |       |        | ۰-۳     | ۱-۲      | ۰-۰    |      |      |       | ۱-۲   | ۱-۳     | ۰-۱       |         | ۱-۵ | ۲-۰      |
| مالاگا            | ۲-۱    | ۱-۱     | ۰-۳     | ۲-۰      | ۰-۰      | ۱-۲      | ۰-۱   |        | ۱-۲     | ۱-۱      | ۲-۱    |      |      |       |       | ۱-۰     |           |         | ۴-۲ | ۱-۱      |
| رئال مایورکا      | ۱-۳    | ۰-۲     |         |          | ۰-۲      |          | ۱-۳   |        |         |          | ۰-۱    |      | ۳-۱  | ۰-۳   | ۰-۴   |         | ۰-۳       | ۰-۱     | ۰-۲ | ۱-۴      |
| اوساسونا          |        |         | ۰-۳     | ۱-۱      |          | ۰-۲      | ۰-۰   |        | ۱-۰     |          |        | ۰-۰  | ۲-۰  | ۰-۱   | ۰-۱   | ۳-۱     | ۱-۱       | ۱-۱     |     |          |
| ریسینگ سانتاندر   | ۲-۰    | ۲-۰     | ۱-۱     | ۴-۱      | ۱-۰      |          | ۴-۱   | ۳-۰    |         | ۱-۱      |        |      |      |       | ۰-۲   | ۱-۰     | ۱-۱       |         | ۲-۳ | ۰-۰      |
| رئال مادرید       | ۲-۴    |         |         |          | ۲-۳      | ۰-۳      | ۰-۲   | ۰-۲    | ۰-۲     |          | ۰-۱    |      | ۲-۳  |       | ۰-۳   |         | ۲-۴       | ۲-۶     | ۰-۵ | ۰-۶      |
| سویا              | ۰-۱    | ۰-۰     |         |          | ۱-۱      | ۰-۰      | ۲-۱   | ۲-۲    | ۰-۱     | ۰-۲      | ۲-۱    | ۱-۲  |      |       |       | ۱-۲     | ۱-۱       | ۲-۳     |     | ۱-۴      |
| اسپورتینگ گیخون   | ۰-۱    | ۰-۰     |         | ۱-۰      |          | ۰-۱      | ۰-۱   | ۲-۲    | ۱-۴     | ۲-۳      | ۱-۰    | ۰-۰  | ۱-۰  |       |       | ۱-۱     |           | ۰-۱     |     | ۱-۱      |
| تنریف             |        | ۰-۱     | ۱-۱     | ۵-۰      | ۱-۰      | ۱-۴      |       | ۲-۲    | ۰-۱     | ۱-۲      |        | ۵-۱  | ۲-۱  | ۱-۲   |       | ۰-۰     |           |         | ۰-۱ | ۳-۱      |
| والنسیا           |        |         | ۲-۲     | ۰-۰      |          | ۰-۱      | ۱-۲   |        | ۱-۱     |          | ۰-۰    | ۳-۲  | ۰-۲  | ۲-۲   |       |         | ۰-۲       | ۱-۴     |     | ۱-۳      |
| رئال وایادولید    | ۱-۱    | ۲-۲     | ۴-۰     | ۳-۰      | ۰-۴      |          |       | ۱-۱    | ۲-۱     | ۲-۱      |        | ۴-۱  |      | ۱-۲   | ۳-۳   | ۴-۲     |           |         | ۰-۰ | ۱-۱      |
| ویارئال           | ۱-۱    | ۱-۲     |         |          | ۰-۱      | ۰-۰      | ۲-۳   | ۱-۲    | ۱-۱     | ۲-۰      | ۰-۲    | ۲-۰  |      |       | ۰-۵   |         | ۱-۳       |         | ۰-۲ | ۲-۴      |
| خرز               |        | ۱-۰     | ۲-۰     | ۲-۰      | ۳-۰      | ۱-۱      |       | ۱-۱    | ۱-۲     | ۲-۱      |        | ۳-۰  | ۲-۰  | ۰-۰   |       | ۳-۱     |           | ۲-۱     |     |          |
| رئال ساراگوسا     | ۱-۲    | ۲-۱     | ۱-۱     |          | ۰-۰      |          | ۰-۳   |        |         | ۱-۰      | ۲-۲    |      | ۱-۲  | ۳-۱   | ۰-۱   |         | ۲-۱       |         | ۰-۰ |          |
به‌روز رسانی شده تا بازی‌های برگزار شده در ۱۵ مارس ۲۰۱۰
منبع: LFP و futbol.sportec (اسپانیایی)

در جدول، تیم میزبان در ستون سمت افقی چپ قرار دارد.

رنگ‌ها: آبی = برد تیم میزبان؛ زرد = مساوی؛ قرمز = برد تیم مهمان

## عنوان پی‌چی‌چی
جایزهٔ پیچیچی عنوانی است که در انتهای هر فصل لا لیگا، به بهترین گل‌زن فصل اهدا می‌شود.
| جایگاه             | بازیکن             | باشگاه                        | گل‌ها |
| ------------------ | ------------------ | ----------------------------- | ---- |
| ۱                  | لیونل مسی          | بارسلونا\| \|align=center\|۳۴ |      |
| ۲                  | گونزالو ایگواین    | رئال مادرید                   | ۲۷   |
| ۳                  | کریستیانو رونالدو  | رئال مادرید                   | ۲۶   |
| ۴                  | دراکو کژمانوویچ    | والنسیا                       | ۲۱   |
| ۵                  | دیگو فورلان        | اتلتیکو مادرید                | ۱۸   |
| ۵                  | روبرتو سولدادو     | گتافه                         | ۱۶   |
| ۵                  | زلاتان ابراهیموویچ | بارسلونا                      | ۱۶   |
| ۸                  | دیگو کاسترو        | اسپورتینگ گیخون               | ۹    |
| ۸                  | فرناندو یورنته     | اتلتیک بیلبائو                | ۹    |
| ۸                  | لوئیس فابیانو      | سویا                          | ۹    |
| ۸                  | سرجیو آگرو         | اتلتیکو مادرید                | ۹    |
| ۱۲                 | ۲ بازیکن           | ۲ بازیکن                      | ۸    |
| ۱۴                 | ۶ بازیکن           | ۶ بازیکن                      | ۷    |
| ۲۰                 | ۷ بازیکن           | ۷ بازیکن                      | ۶    |
| ۲۷                 | ۸ بازیکن           | ۸ بازیکن                      | ۵    |
| ۳۵                 | ۲۵ بازیکن          | ۲۵ بازیکن                     | ۴    |
| ۶۰                 | ۳۴ بازیکن          | ۳۴ بازیکن                     | ۳    |
| ۹۴                 | ۴۲ بازیکن          | ۴۲ بازیکن                     | ۲    |
| ۱۳۶                | ۹۰ بازیکن          | ۹۰ بازیکن                     | ۱    |
| گل به خودی         | گل به خودی         | گل به خودی                    | ۱۳   |
| مجموع گل‌ها         | مجموع گل‌ها         | مجموع گل‌ها                    | ۶۶۷  |
| مجموع بازی‌ها       | مجموع بازی‌ها       | مجموع بازی‌ها                  | ۲۵۰  |
| میانگین در هر بازی | میانگین در هر بازی | میانگین در هر بازی            | ۲٫۶۷ |

آخرین به‌روز رسانی: ۱۴ مارس ۲۰۰۹
منبع: futbol.sportec و یاهو اسپورتس

## عنوان زامورا
عنوان زامورا در انتهای هر فصل لا لیگا به دروازه‌بانی که کم‌ترین نسبت گل خورده در هر بازی را داشته باشد اهدا می‌شود.
| دروازه‌بان          | تعداد گل خورده | تعداد بازی‌ها | میانگین | تیم               |
| ------------------ | -------------- | ------------ | ------- | ----------------- |
| ویکتور والدز       | ۱۶             | ۲۶           | ۰٫۶۲    | بارسلونا          |
| ایکر کاسیاس        | ۲۱             | ۲۶           | ۰٫۸۱    | رئال مادرید       |
| دانیل آرانزوبیا    | ۲۸             | ۲۶           | ۱٫۰۸    | دیپورتیو لاکرونیا |
| گورکا ایرایزوز     | ۳۰             | ۲۶           | ۱٫۱۵    | اتلتیک بیلبائو    |
| دودو آئواته        | ۳۱             | ۲۶           | ۱٫۱۹    | رئال مایورکا      |
| خوان پابلو کولیناس | ۳۲             | ۲۶           | ۱٫۲۳    | اسپورتینگ گیخون   |
| دیگو آلوز          | ۳۳             | ۲۶           | ۱٫۲۷    | آلمریا            |
| گوستاو مونوا       | ۳۴             | ۲۶           | ۱٫۳۱    | مالاگا            |
| دیگو لوپز          | ۳۷             | ۲۶           | ۱٫۴۲    | ویارئال           |
| سرگیو آراگونزس     | ۵۳             | ۲۶           | ۲٫۰۴    | تنریف             |

آخرین به‌روز رسانی: ۸ مارس ۲۰۱۰
منبع: futbol.sportec